# ジェイ・グレイドン
ジェイ・グレイドン（Jay Graydon、1949年10月8日 - ）は、アメリカのギタリスト、音楽プロデューサー。グラミー賞受賞者。

## 略歴
カリフォルニア州ロサンゼルス生まれ。歌手だった父親の影響で、幼い頃からトランペット、フルート、サックス、ベース、オルガンと様々な楽器を覚える。20歳の頃からギタリストとしてスタジオ・ミュージシャンの活動を始めた。ボウリングの腕前もプロ級である。
1977年、スティーリー・ダンのヒット曲「ペグ」のギター・ソロの収録に参加。6人の有名ギタリストの演奏が不採用となった後に呼ばれたグレイドンの演奏が採用され、音楽業界にその名を知らしめるようになった。
その後は主にアレンジャー、プロデューサーとして精力的に活動し、ジョージ・ベンソン、マンハッタン・トランスファー、アル・ジャロウら、主にポップス／フュージョン系のアーティストのヒット作を手がける。
1979年にはデイヴィッド・フォスター、ビル・チャンプリンと共作したアース・ウィンド&ファイアーの「After The Love Has Gone」でグラミー賞の最優秀R&B楽曲賞を受賞。1983年にはスティーヴ・ルカサー、チャンプリンと共作したジョージ・ベンソンの「Turn Your Love Around」でも同賞を受賞した。
一方、1980年にはデイヴィッド・フォスターらと共に自らのユニット「エアプレイ」を結成して同名のアルバムをリリースした。この中で上述の「After The Love Has Gone」を自らカバーしている。また、1991年にクリフ・マグネス、グレン・バラードと共に、自らのユニットである「プラネット3 (Planet3)」を結成。アルバム『ミュージック・フロム・ザ・プラネット』（旧邦題『プラネット3』）をリリースするが、積極的なライブ活動を望むレコード会社のA&R担当者との意見が合わず、メンバーそれぞれの活動が多忙を極めたため、アルバム1枚のみのリリースにとどまっている。このアルバムからは、シングルカットされた「I Dont Want A Say Goodnight」がチャーリー・シーン主演映画『ネイビー・シールズ』の主題歌に起用された他、TBS系列のクイズ番組『日立 世界・ふしぎ発見!』のエンディングテーマに起用されてヒットした。また同アルバムから「I Will Be Loving You」が、日本国内にてリーバイスのCMソングに起用されている。さらに2008年にはランディ・グッドラムと結成した「JaR」としてのファースト・アルバム『シーン29』をリリース。続いて第2作の製作を進めている。
今日までに映画音楽、テレビ音楽の制作も数多く手がけている。
日本人アーティストのレコーディングにも多数参加しており、角松敏生や松田聖子のアルバムのクレジットに彼の名前を見つけることが出来る。
彼のルーツとなる音楽の中にザ・ベンチャーズやザ・ビーチ・ボーイズ、シャドウズ等のエレキ・インスト、サーフ・ミュージック、ホットロッド・ミュージックがあり、1990年代には本人を含むメンバー全員が偽名で参加した、これらの音楽へのオマージュ的な作品を発表している。

## ディスコグラフィ

### ソロ・アルバム
- 『エアプレイ・フォー・ザ・プラネット』 - Airplay For The Planet (1993年)
- 『ビ・バップ』 - Bebop (2001年)
- 『パスト・トゥ・プレゼント ザ・セヴェンティーズ』 - Past To Present - The 70s (2006年)
- 『ライヴ・イン・ジャパン 1994.1.19 エアプレイ・フォー・ザ・プラネット アンド・モア』 - Airplay For The Planet - Live In Japan (2008年)
- 『シーン29』 - Scene 29 (2008年、Pony) ※JaR名義 with ランディ・グッドラム

### プラネット3
- 『ミュージック・フロム・ザ・プラネット』 - Music From The Planet (1991年) ※旧邦題『プラネット3』 - A Heart From The Big Machine
- 『ジェムス・アンアースト』 - Gems Unearthed (2004年)